# Villie kyrka
Villie kyrka, även kallad Helga Trefaldighets Kyrka, är en kyrkobyggnad i Villie. Den är församlingskyrka i Villie församling i Lunds stift.

## Kyrkobyggnaden
Kyrkobyggnaden består av ett ursprungligen romanskt långhus samt korsarmar som tillkom vid en omfattande restaurering och ombyggnad 1740. Ytterligare ombyggnad genomfördes 1891. Nordost om kyrkan ligger klockstapeln, som också är Sveriges sydligaste klockstapel. Storklockan tillverkades 1735.

## Inventarier
Dopfunten i sandsten är från 1100-talet och dopfatet i mässing från 1500-talet. Predikstolen antas vara tillverkad i Helsingör på 1500-talet. I dess fält finns de fyra evangelisterna med sina symboler.

### Orgel
- 1833 byggde Anders Larsson en orgel med 6 stämmor.
- 1917 byggde A. Mårtenssons Orgelfabrik AB, Lund en orgel med 10 stämmor.
- Den nuvarande orgeln byggdes 1971 av Anders Persson Orgelbyggeri, Viken, Höganäs kommun och är mekanisk.

| Huvudverk I     | Svällverk II      | Pedal       | Koppel |
| Gedackt 8´      | Rörflöjt 8´       | Subbas 16´  | I/P    |
| Fugara 8'       | Kvintadena 4'     | Gedackt 8'  | II/P   |
| Principal 4'    | Principal 2'      | Koralbas 4' | II/I   |
| Spetsflöjt 4'   | Scharf II         |             |        |
| Waldflöjt 2'    | Krumhorn 8'       |             |        |
| Sesquialtera II | Crescendosvällare |             |        |
| Mixtur III      |                   |             |        |

## Bildgalleri

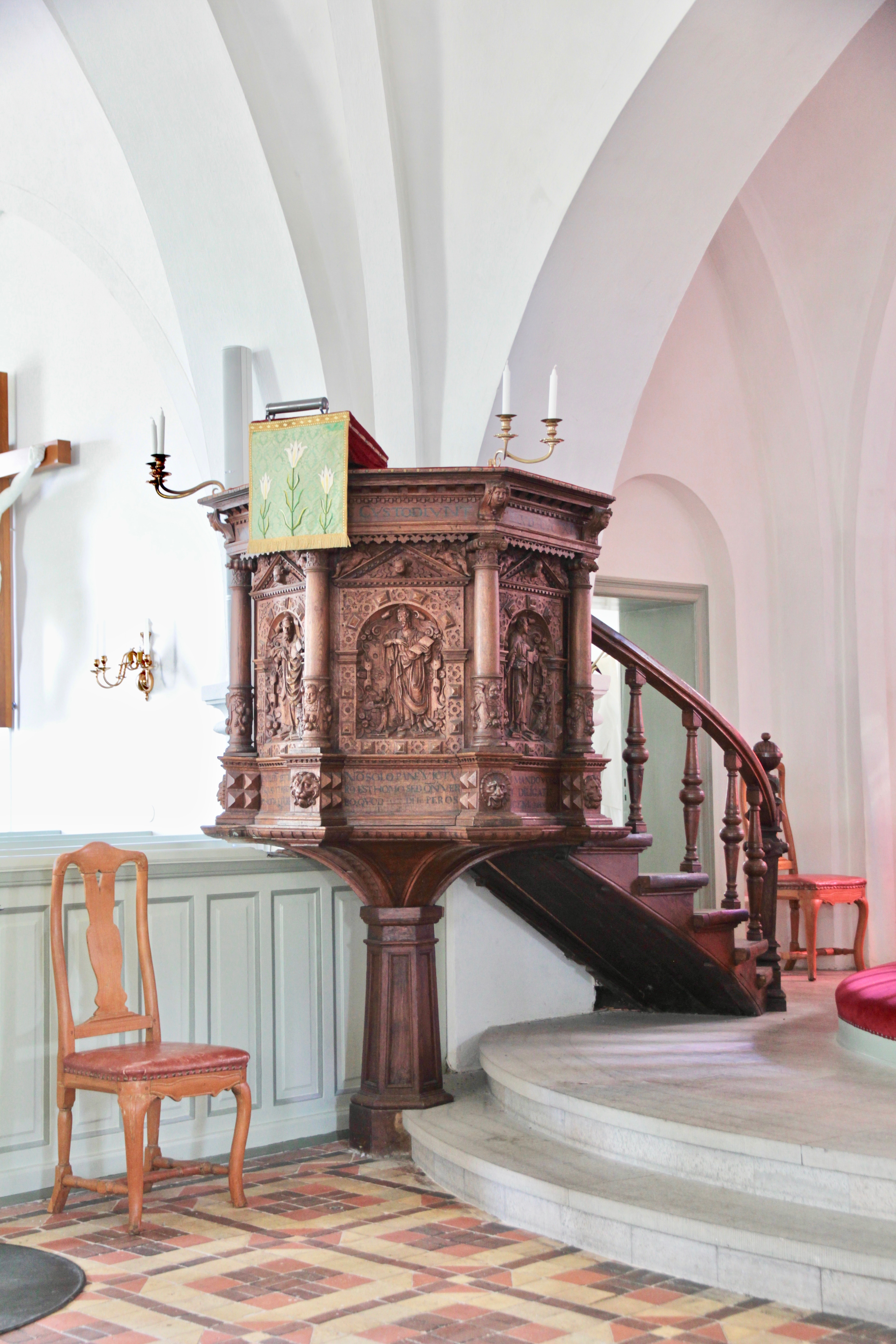
Predikstolen
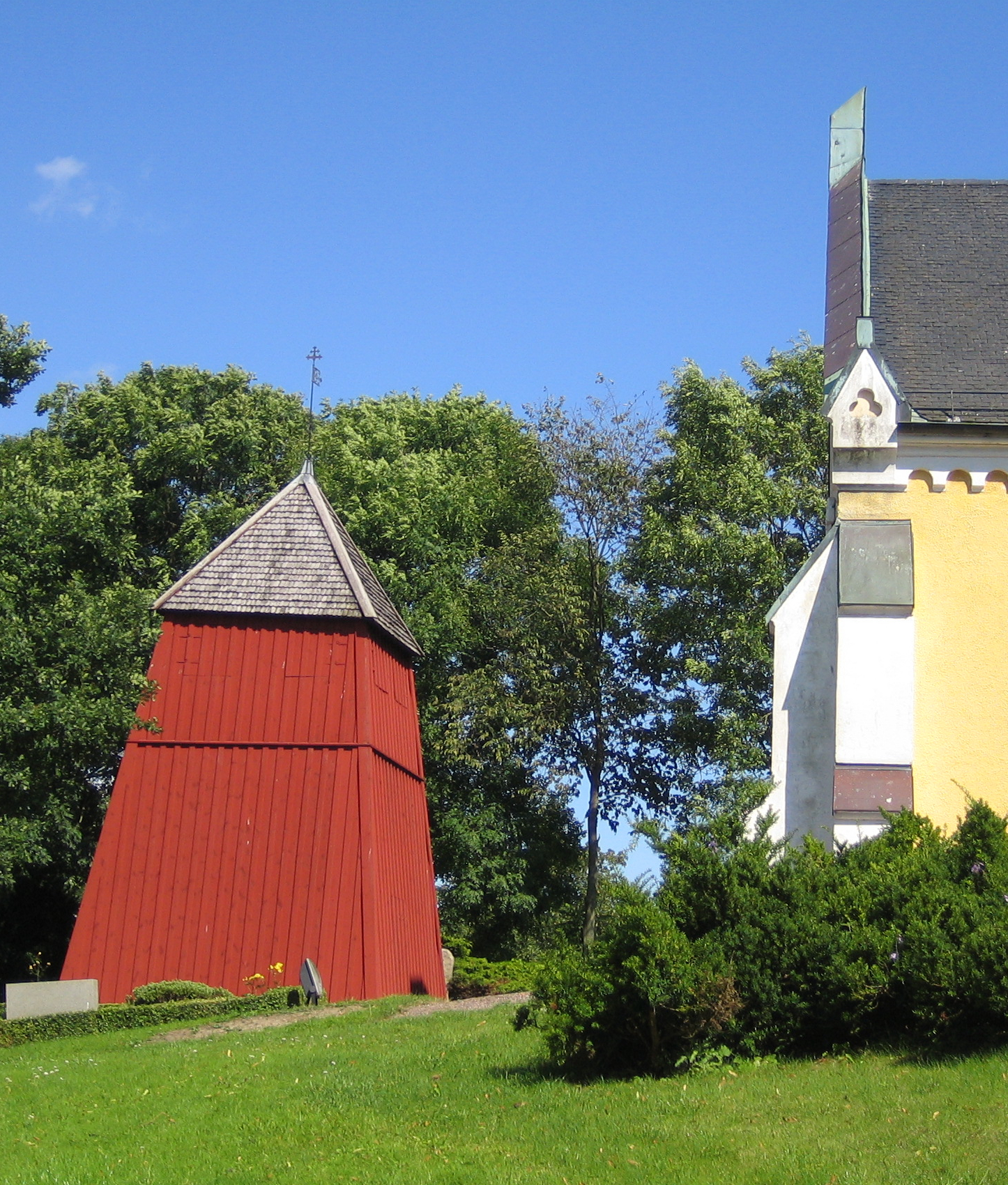
Klockstapeln
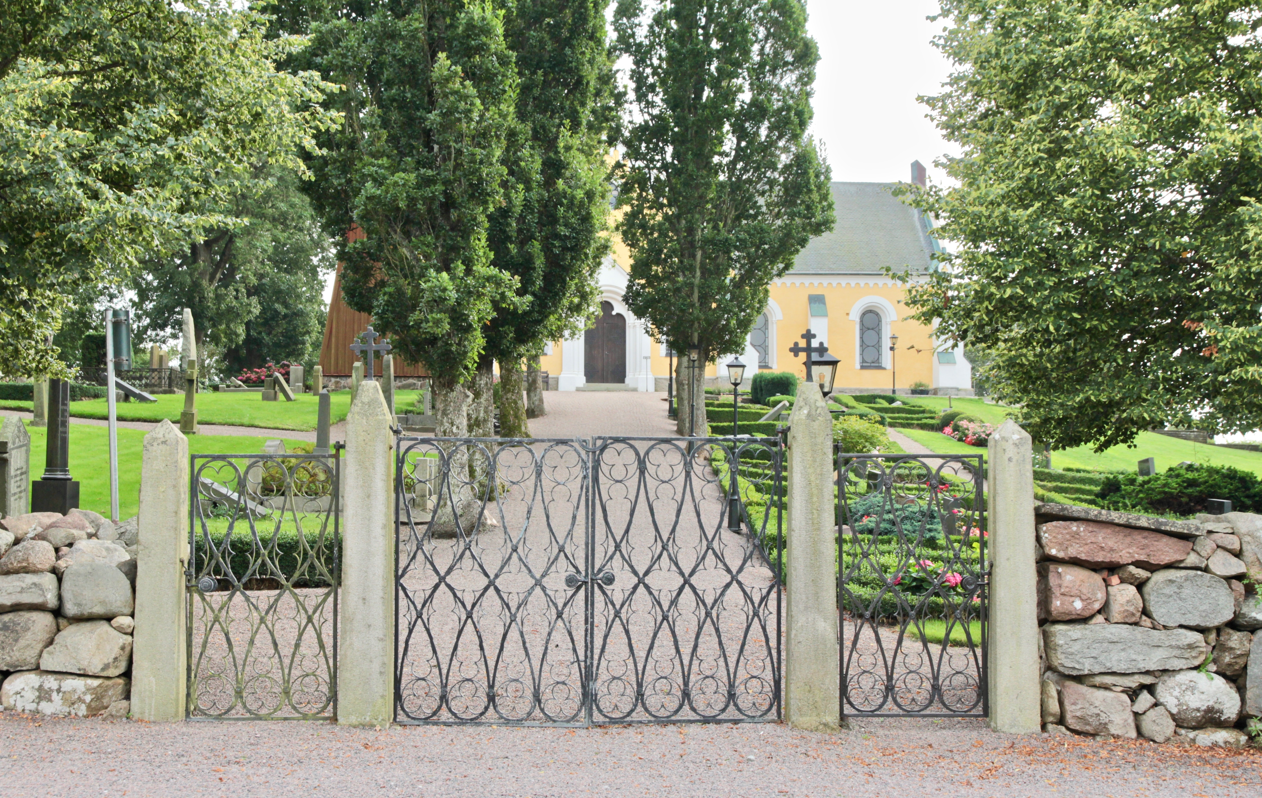
Kyrkogårdens norra grind
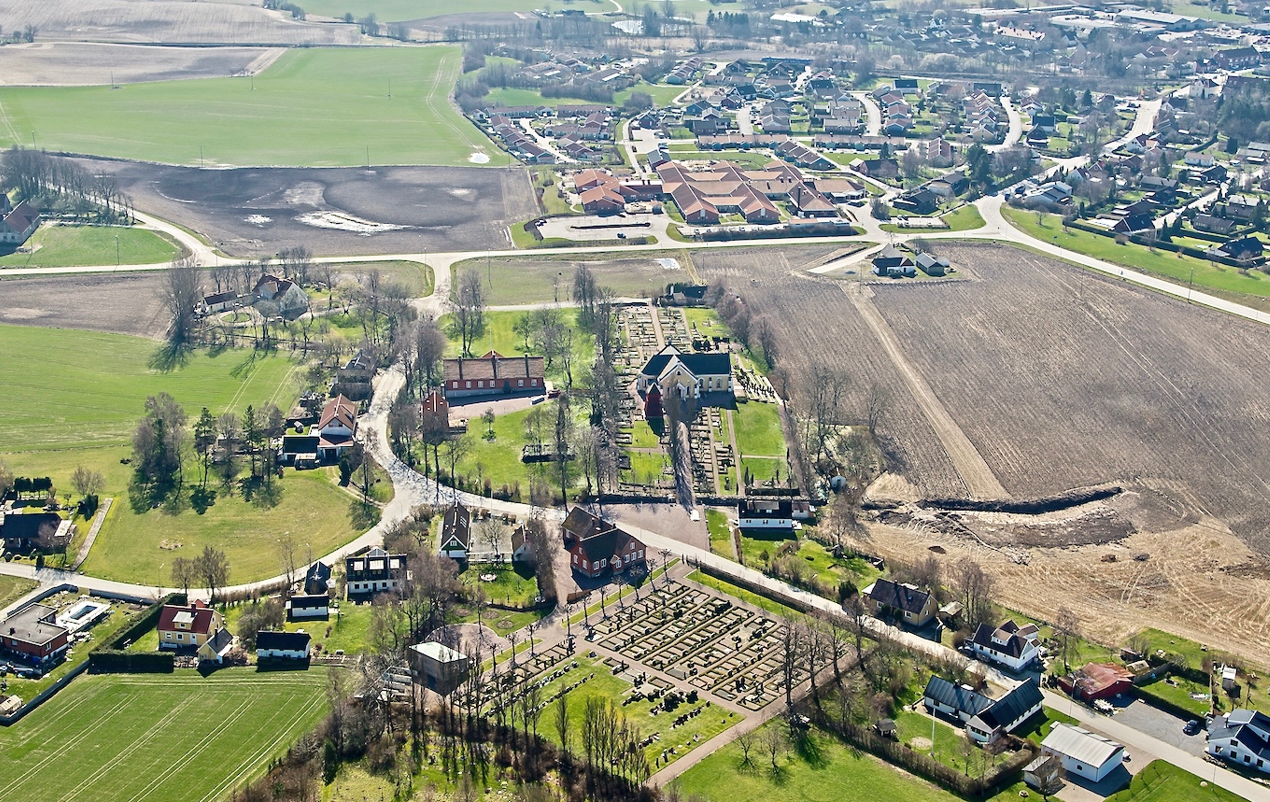
Flygvy över kyrkan och Rydsgård